# TPK ベスト ゴォーーーッ!
『TPK ベスト ゴォーーーッ!』はT-Pistonz+KMCの2枚目のコンピレーション・アルバム。
2014年3月19日にFRAMEから発売された。
規格品番はCD＋DVD盤がAVCD55068/B。通常盤がAVCD-55069。

## 概要
2012年・2013年にリリースされたシングル曲、タイアップ曲が時系列順で収録された。
この時期はオリジナル・アルバムに未収録だったシングル曲が多かった為、本作でアルバム初収録となる楽曲が多数収録されている。

## 収録曲
全編曲：菊谷知樹
1. おはよう!シャイニング・デイ
  - 作詞：KMC、作曲： TPK、ブラスアレンジ：竹上良成
  - テレビ東京系列アニメ『イナズマイレブンGO』OPテーマ（第34話 - 第45話）
  - ニンテンドー3DSソフト『イナズマイレブンGO シャイン』OPテーマ
2. 打ち砕ーくっ!
  - 作詞・作曲：TPK、ブラスアレンジ：竹上良成
  - テレビ東京系列アニメ『イナズマイレブンGO』OPテーマ（第46話、第47話）
  - ニンテンドー3DSソフト『イナズマイレブンGO ダーク』OPテーマ
3. 虹を超えて天までとどけっ!
  - 作詞・作曲：TPK、ブラスアレンジ：竹上良成
  - 『劇場版イナズマイレブンGO 究極の絆 グリフォン』OPテーマ
4. 僕らの楽園
  - 作詞・作曲：TPK
  - 『劇場版イナズマイレブンGO 究極の絆 グリフォン』EDテーマ
5. 情熱で胸アツ!
  - 作詞：TPK、作曲：山崎弘&KMC
  - テレビ東京系列アニメ『イナズマイレブンGO クロノ・ストーン』OPテーマ（第1話 - 第17話 隔週でオンエア）
  - アルバム初収録
6. 感動共有!
  - 作詞・作曲：TPK、ブラスアレンジ：竹上良成
  - テレビ東京系列アニメ『イナズマイレブンGO クロノ・ストーン』OPテーマ（第2話 - 第18話 隔週でオンエア）
  - アルバム初収録
7. ココロ転がせっ!
  - 作詞・作曲：TPK、編曲：菊谷知樹、ブラスアレンジ：竹上良成
  - コロコロコミック35周年応援ソング
  - アルバム初収録
8. 初心をKEEP ON!
  - 作詞・作曲：TPK、ブラスアレンジ：竹上良成
  - テレビ東京系列アニメ『イナズマイレブンGO クロノ・ストーン』のオープニングテーマ（第19話 - 第35話）
  - アルバム初収録
9. ライメイ!ブルートレイン
  - 作詞：TPK、作曲：山崎徹&KMC、ブラスアレンジ：竹上良成
  - テレビ東京系列アニメ『イナズマイレブンGO クロノ・ストーン』オープニングテーマ（第36話 - 第51話）
  - ニンテンドー3DSソフト『イナズマイレブンGO2 クロノ・ストーン ライメイ』オープニングテーマ
10. ネップウ!ファイヤーバード2号
  - 作詞・作曲：TPK、ブラスアレンジ：竹上良成
  - ニンテンドー3DSソフト『イナズマイレブンGO2 クロノ・ストーン ネップウ』オープニングテーマ
11. 掌のぬくもり / T-Pistonz+KMC with リトルブルーボックス
  - 作詞・作曲：TPK、ブラスアレンジ：竹上良成
  - 『劇場版イナズマイレブンGO vs ダンボール戦機W』エンディングテーマ
  - アルバム初収録
12. ガチで勝とうゼッ!
  - 作詞・作曲：TPK、ブラスアレンジ：竹上良成
  - テレビ東京系アニメ『イナズマイレブンGO ギャラクシー』のオープニングテーマ（第1話 - 第17話）
  - アルバム初収録
13. 地球を回せっ!
  - 作詞・作曲：TPK
  - テレビ東京系アニメ『イナズマイレブンGO ギャラクシー』のオープニングテーマ（第18話 - 第32話）
14. 僕たちの城 (TPK ver.)
  - 作詞：山崎徹、作曲：TPK、
  - イナズマイレブンGOオールスターズ(松風天馬（寺崎裕香）、剣城京介（大原崇）、神童拓人（斎賀みつき）、西園信助（戸松遥）、霧野蘭丸（小林ゆう）)に提供した楽曲のセルフカバー
  - 原曲はテレビ東京系列アニメ『イナズマイレブンGO クロノ・ストーン』EDテーマ（第36話 - 第39話、第41話、第43話 - 第46話、第48話 - 第50話）、ニンテンドー3DSゲームソフト『イナズマイレブンGO2 クロノ・ストーン ライメイ』EDテーマ
  - 本作唯一の新録楽曲

### DVD (CD+DVD盤)
2013.9.22@芝浦ニューピアホール『T-Pistonz+KMCワンマンライブ~秋祭りだよ、全員集合! ! ~』ライブ映像
1. がってんだっしょ!
2. つながリーヨ
3. 世界中のみんなあつまリーヨ!
4. 初心をKEEP ON!
5. 感動共有!
6. 世界一好きだ!!!
7. ライメイ!ブルートレイン
8. 地球を回せっ!
9. 勝って泣こうゼッ!
10. ガチで勝とうゼッ!
11. 僕らのゴォール!
12. 掌のぬくもり
13. マジで感謝!

## 参加ミュージシャン
TPK
- トン・ニーノ: Lead Vocal
- ヒロシ・ドット: Side Vocal
- KMC: Rap
- 佐野康夫: Drums(except #14)
- 高木貴司: Drums(#14)
- スティング宮本: Bass(except #14)
- 藤田哲也: Bass(#14)
- 五十嵐宏治: Piano(except  #14), Moog Synthesizer(#13)
- 佐藤五魚: Piano(#14)
- 坂井”Lambsy”秀彰: Percussion(#1-6, 10)
- 鈴木正則: Trumpet(except #5,13,14)
- LUIS VALLE: Trumpet(#1)
- 中野勇介: Trumpet(#2)
- 石戸谷斉: Trombone(#1)
- 佐藤洋樹: Trombone(#2,3,4,6,7,10)
- 鹿討奏: Trombone(#8,9)
- 榎本祐介: Trombone(#11,12)
- 竹上良成: Saxphone(except #5,13,14)
- 菊谷知樹: Guitar, Programming